# Кизил-Яр (озеро)
Кизи́л-Яр (крим. Qızıl Yar) — солоне озеро на західному узбережжі Криму, в Євпаторійському районі, розташоване за 10 км на південь від міста Саки. Входить в Євпаторійську групу соляних озер. Від моря відокремлено вузьким піщаним перешийком. Площа дзеркальної поверхні озера — 8 км².
Північний берег озера пологий, а південний являє собою обрив заввишки 25 м і відомий під назвою Червона гірка. Саме він і дав назву озеру — Кизил-Яр в перекладі з кримськотатарської мови означає «червоний обрив» (крим. qızıl — червоний, yar — обрив). В озеро впадає річка Тобе-Чокрак.
Станом на 2020 рік озеро перебувало у жахливому стані та практично обміліло. Озеро переживає ті ж проблеми, що практично всі кримські водоймища після російської окупації.